# Ad hoc
Ad hoc là một cụm từ tiếng Latin có nghĩa đen là "cho điều này / vì điều này". Trong tiếng Anh, nó thường biểu thị một giải pháp được thiết kế cho một vấn đề hoặc nhiệm vụ cụ thể, không khái quát hóa và không nhằm mục đích có thể thích nghi với các mục đích khác (so sánh với một tiên nghiệm). Cũng gọi theo Hán Việt là "dã cách" (野格): cách thức không theo tiêu chuẩn chung, được thiết kế để áp dụng riêng cho từng trường hợp cụ thể, mang tính tạm thời.
Ví dụ phổ biến là các ủy ban và hội đồng ad hoc và được tạo ra ở cấp quốc gia hoặc quốc tế cho một nhiệm vụ cụ thể. Trong các lĩnh vực khác, thuật ngữ có thể đề cập, ví dụ, cho một đơn vị quân đội được tạo ra trong các trường hợp đặc biệt, một bộ quần áo được thiết kế riêng, một giao thức mạng được làm thủ công (ví dụ: mạng ad hoc), kết nối tạm thời các địa điểm nhượng quyền liên kết theo địa lý (của một thương hiệu quốc gia nhất định) để phát hành phiếu giảm giá quảng cáo, hoặc một phương trình mục đích cụ thể.
Ad hoc cũng có thể là một tính từ mô tả các phương pháp tạm thời, tạm thời hoặc ngẫu hứng để đối phó với một vấn đề cụ thể, xu hướng đã dẫn đến danh từ Adhocism. Nó cũng có thể có nghĩa là thay đổi bối cảnh để tạo ra ý nghĩa mới hoặc kế hoạch không đầy đủ.

## Kiểu chữ
Hướng dẫn về phong cách không đồng ý về việc liệu các cụm từ Latin như "ad hoc" có nên được in nghiêng hay không. Xu hướng là không sử dụng chữ nghiêng. Ví dụ, Cẩm nang Phong cách Chicago khuyến nghị rằng các cụm từ tiếng Latin quen thuộc được liệt kê trong Từ điển của Webster, bao gồm cả "ad hoc", không được in nghiêng.

## Giả thuyết
Trong khoa học và triết học, ad hoc có nghĩa là việc bổ sung các giả thuyết ngoại lai vào một lý thuyết để giúp nó khỏi bị làm sai lệch. Các giả thuyết ad hoc bù đắp cho sự bất thường không được dự đoán bởi lý thuyết ở dạng không thay đổi.
Các nhà khoa học thường hoài nghi về các lý thuyết khoa học dựa vào các điều chỉnh thường xuyên, không được hỗ trợ để duy trì chúng. Các giả thuyết ad hoc thường là đặc trưng của các môn khoa học giả như vi lượng đồng căn.